# Discovery Collection
『Discovery Collection』（ディスカバリー・コレクション）とは、音楽ユニットSCREEN modeの1枚目のフル・アルバム。2015年7月22日にLantisから発売された。

## 収録曲
- 全作曲・編曲:太田雅友

1. Brand-new land
  - 作詞:勇-YOU-

本作のリードトラック。
スマートフォン完全連動 新世代TCG『銀鍵のアルカディアトライブ』主題歌。
2. STAR PARK
  - 作詞:勇-YOU-

ミニアルバム『NATURAL HIGH DREAMER』収録曲。
3. LOVE and FAKE
  - 作詞:勇-YOU-
4. 〜prelude〜
インスト曲。
5. marionette
  - 作詞:勇-YOU-

5thシングル「アンビバレンス」カップリング曲。
2D対戦格闘ゲーム『BLAZBLUE CHRONOPHANTASMA EXTEND』エンディングテーマ。
6. Bloody Rain
  - 作詞:勇-YOU-、RUCCA

4thシングル「極限Dreamer」カップリング曲。
PlayStation Vita用ゲーム『黒蝶のサイケデリカ』オープニングテーマ。
7. 月光STORY
  - 作詞:SCREEN mode

デビューシングル。
テレビ東京系アニメ『ぎんぎつね』エンディングテーマ。
8. ハジマルメロディ
  - 作詞:勇-YOU-
9. LΦVEST
  - 作詞:勇-YOU-

2ndシングル。
UHFアニメ『LOVE STAGE!!』オープニングテーマ。
10. アメイジング ザ ワールド
  - 作詞:勇-YOU-

3rdシングル。
テレビ東京系テレビアニメ『ガンダムビルドファイターズトライ』エンディングテーマ。
11. アンビバレンス
  - 作詞:勇-YOU-

5thシングル。
UHFアニメ『黒子のバスケ』第3期 帝光編エンディングテーマ。
12. フラクタル
  - 作詞:勇-YOU-
13. 極限Dreamer
  - 作詞:勇-YOU-

4thシングル
UHFアニメ『夜ノヤッターマン』オープニングテーマ。
14. 〜postlude〜
インスト曲。